# Branišov (Zdíkov)
Branišov (německy Branschau) je malá vesnice, část obce Zdíkov v okrese Prachatice v Jihočeském kraji. Nachází se asi dva kilometry severovýchodně od Zdíkova. Je zde evidováno 47 adres. V roce 2011 zde trvale žilo 67 obyvatel. Vesnice leží pod vrchem Kohoutová na místní komunikaci, která na severu ústí do silnice II/170 a na jihu do silnice II/145.
Branišov leží v katastrálním území Branišov u Zdíkovce o rozloze 3,63 km².

## Historie
První písemná zmínka o vesnici pochází z roku 1315.
Před první světovou válkou zde ve čtyřiceti domech žilo 333 obyvatel české národnosti.

## Obyvatelstvo
| Rok            | 1869 | 1880 | 1890 | 1900 | 1910 | 1921 | 1930 | 1950 | 1961 | 1970 | 1980 | 1991 | 2001 | 2011 | 2021 |
| -------------- | ---- | ---- | ---- | ---- | ---- | ---- | ---- | ---- | ---- | ---- | ---- | ---- | ---- | ---- | ---- |
| Počet obyvatel | 245  | 263  | 278  | 301  | 333  | 307  | 286  | 169  | 170  | 118  | 70   | 62   | 59   | 67   | 61   |
| Počet domů     | 31   | 35   | 36   | 38   | 40   | 40   | 46   | 48   | 48   | 36   | 26   | 42   | 46   | 48   | 50   |

## Obecní správa
Při sčítání lidu v letech 1850–1979 Branišov byl osadou obce Zdíkovec, se kterým patřil nejprve do okresu Strakonice, ale v letech 1890–1930 v okrese Prachatice, v roce 1950 v okrese Vimperk a od roku 1960 opět v okrese Prachatice. Od 1. ledna 1980 je částí obce Zdíkov v okrese Prachatice.

## Pamětihodnosti
Ve vesnici se nachází zděná kaple svaté Anny, která byla postavena v 19. století. Průčelí kaple je zdobené štukovými římsami a výklenkem se soškou svaté Anny, před kaplí se nachází litinový kříž. Ve vesnici dále stojí několik původních roubených chalup.

## Fotogalerie

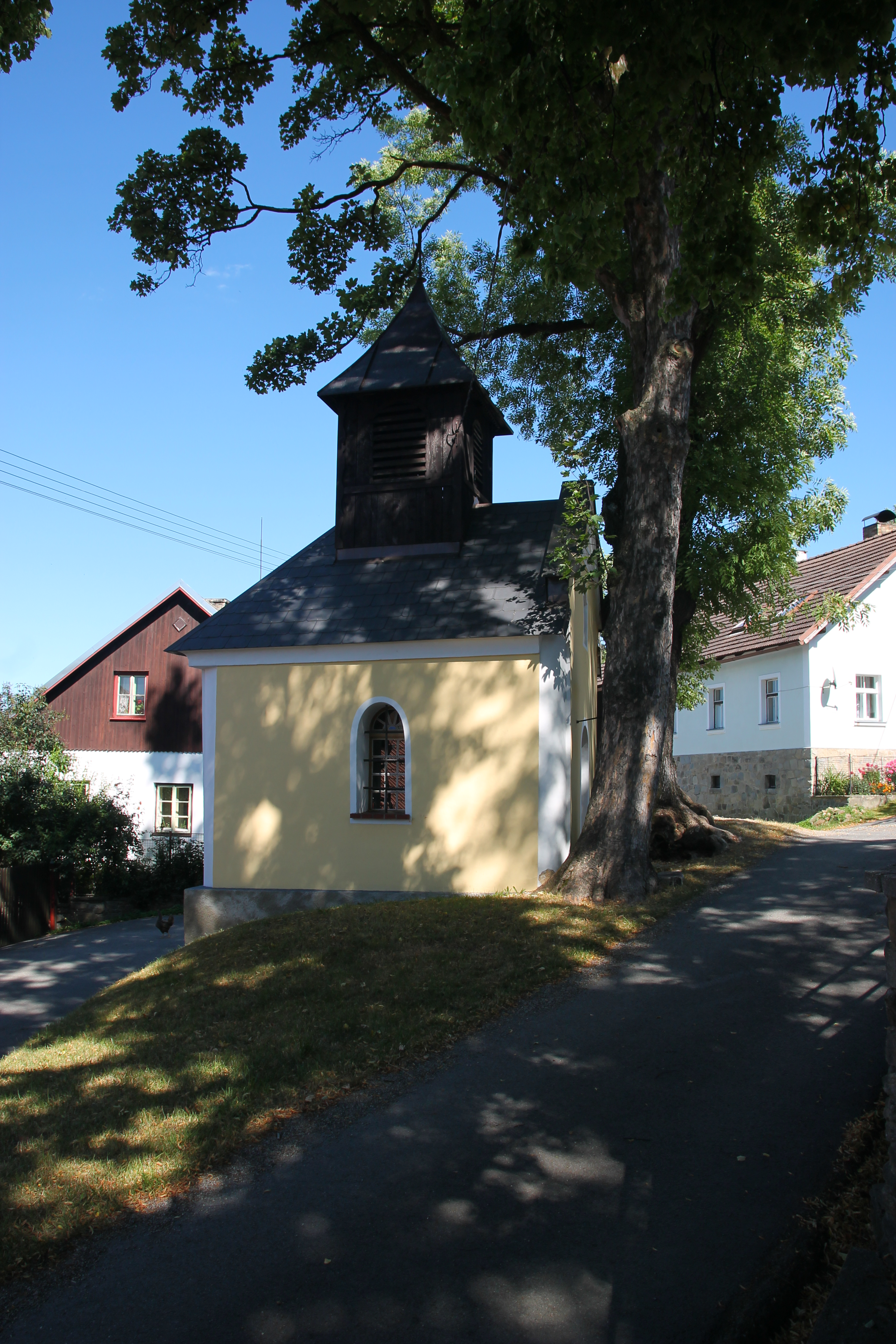
Kaple
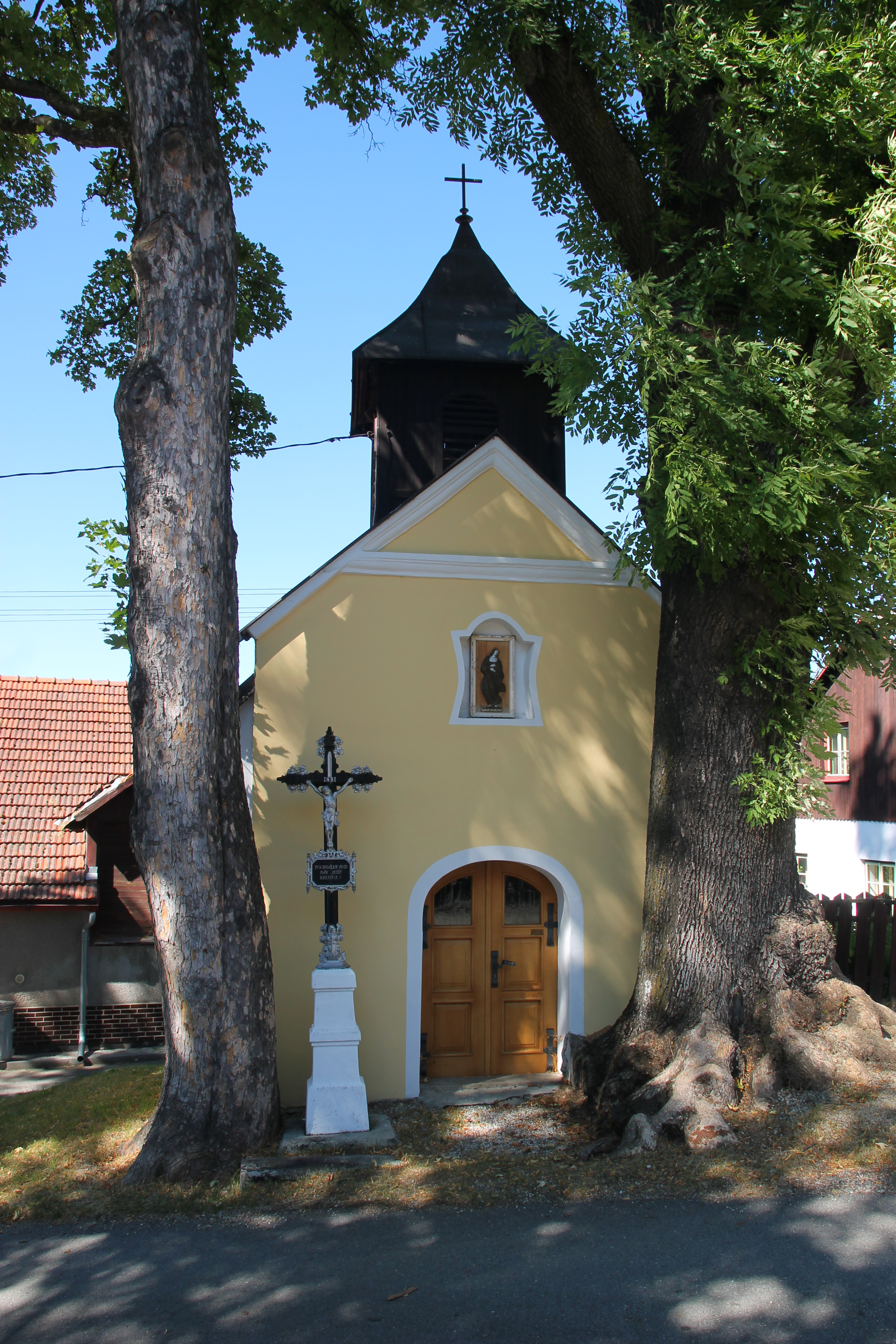
Kaple
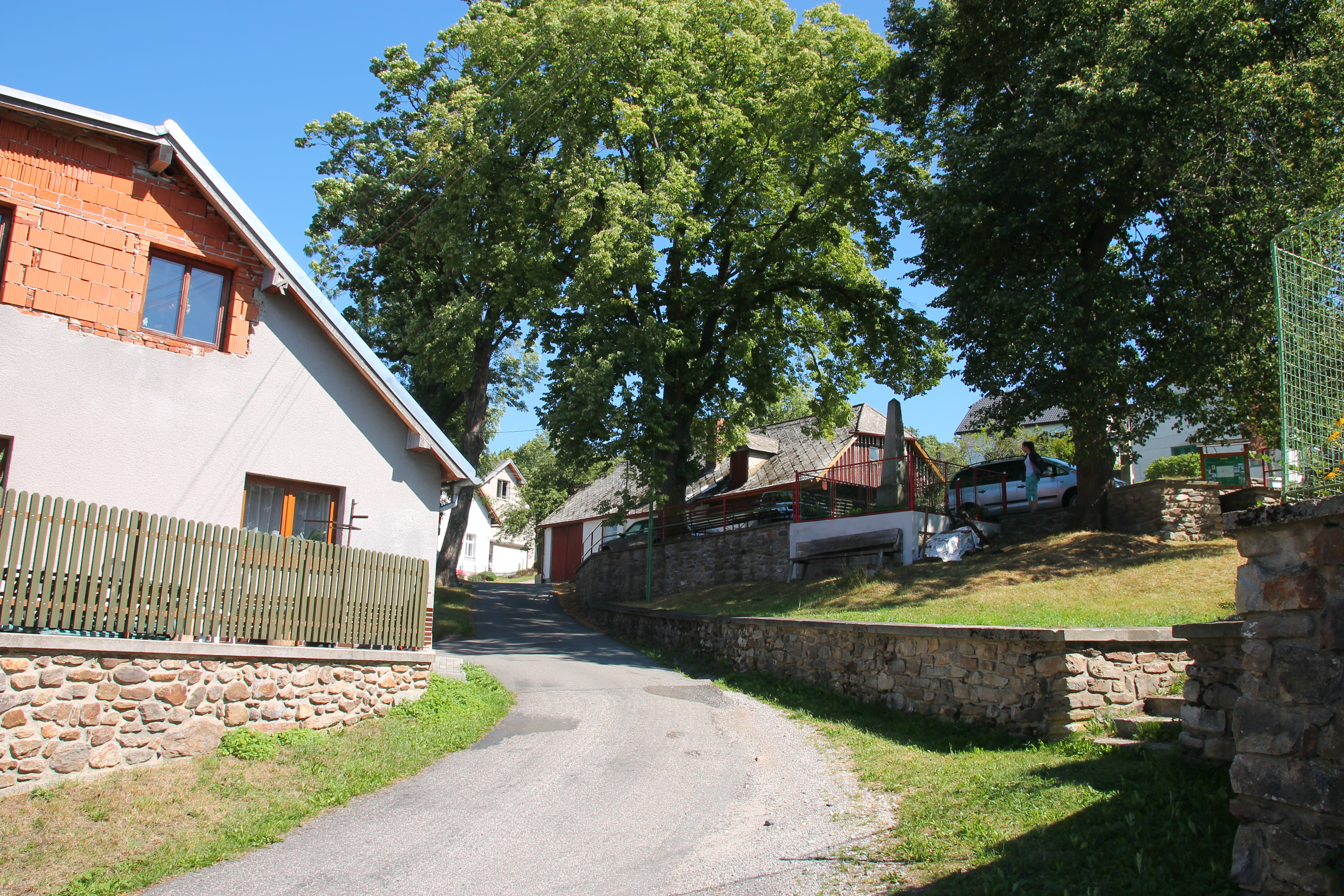
Náves
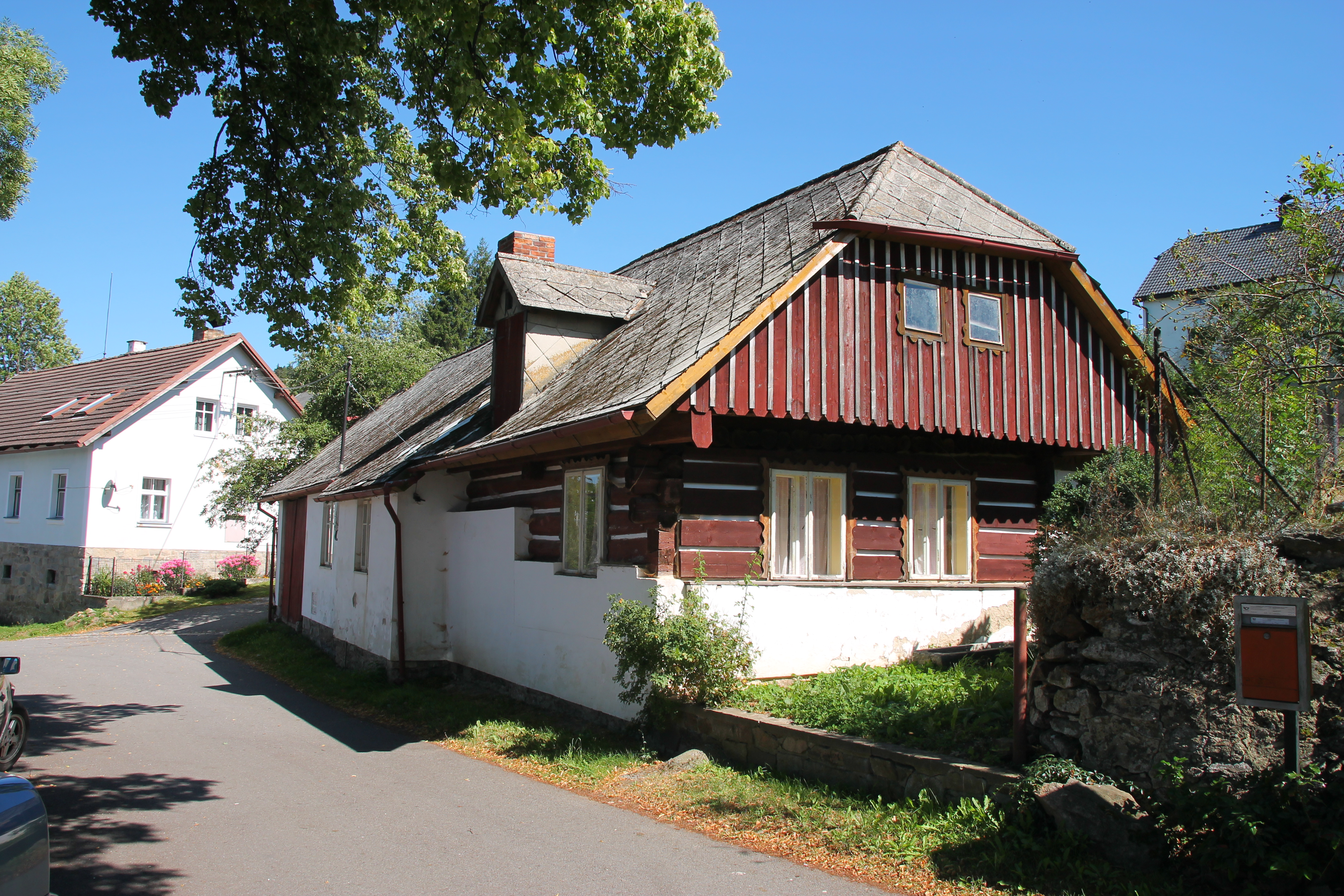
Dům čp. 7
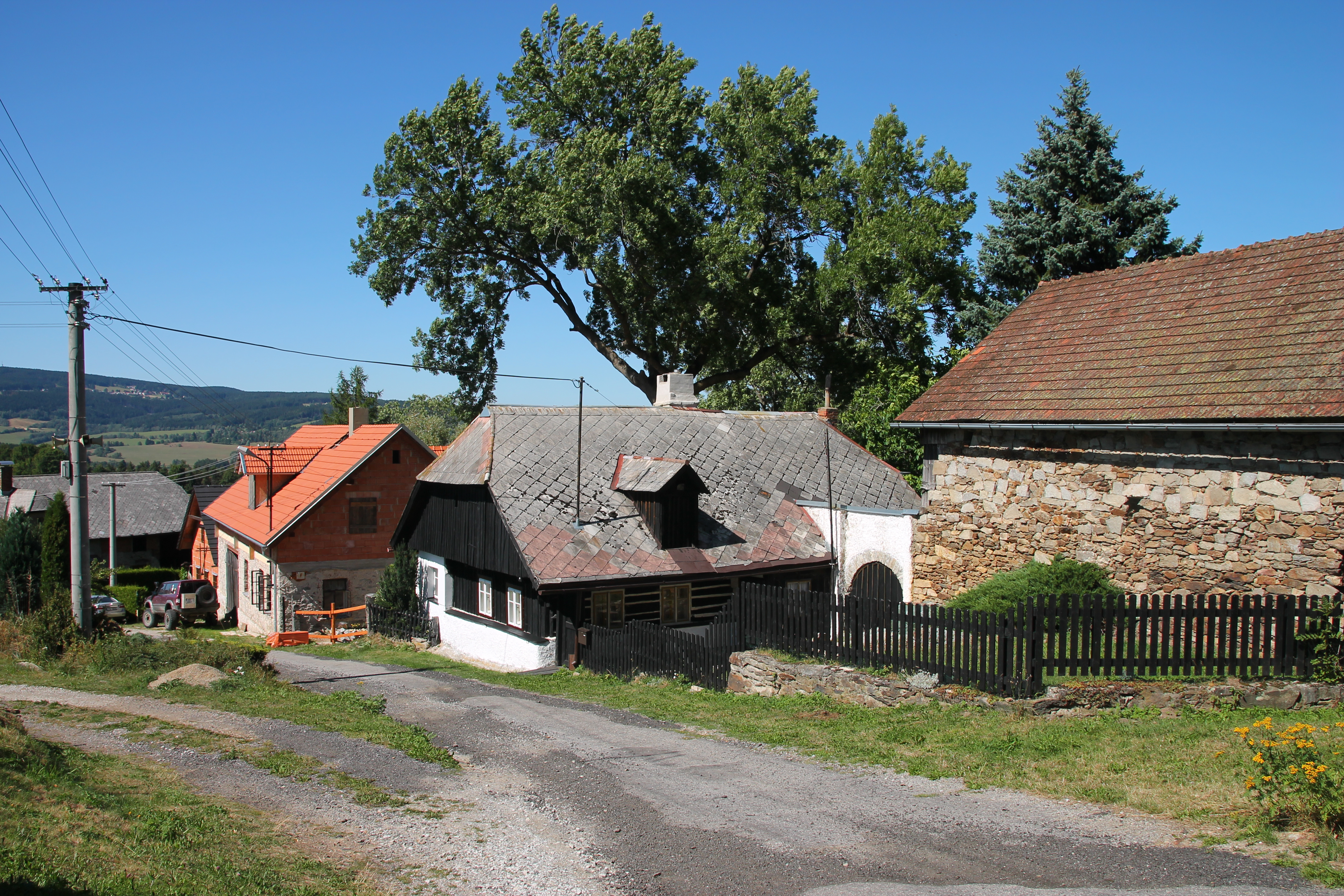
Domy ve vesnici
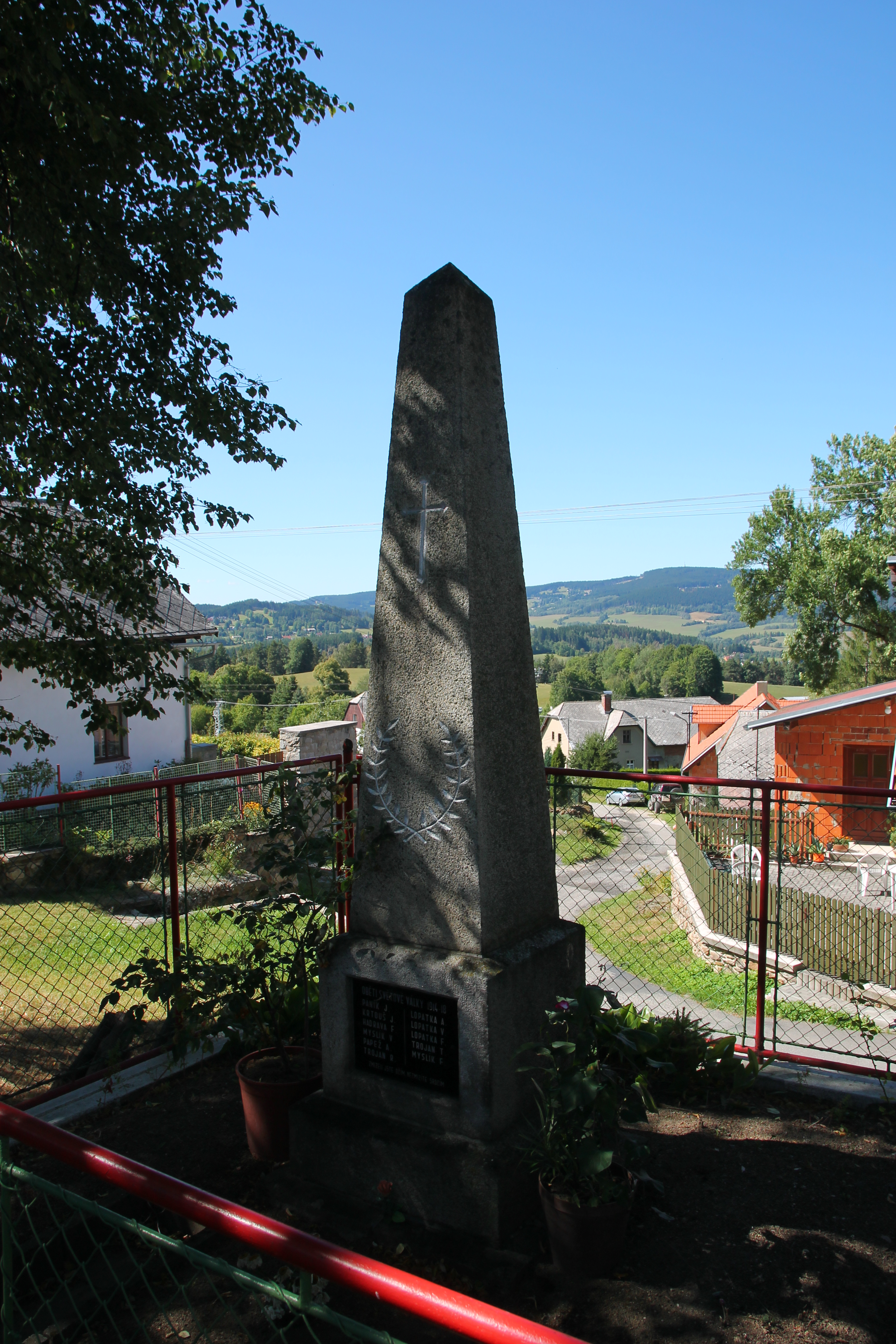
Pomník padlým z první světové války